# 갈색여치
갈색여치는 메뚜기목 여치과의 곤충이다. 몸길이는 약 25~30mm이다. 몸빛깔은 암갈색 또는 흑갈색이다. 머리꼭대기 돌기는 촉각의 제1마디보다 약간 좁고 옆가두리는 평평하며, 충앙에 1개의 가는 세로홈이 있다. 앞가슴은 안장 모양으로 되었으나, 뒤쪽은 수평이고 넓적하며 뒷가두리는 거의 직선이다. 옆조각은 검은색이고 뒷모는 황적색이다. 앞가슴등판돌기는 원뿔형이나 떨어졌고, 가운뎃가슴등판의 것은 삼각형이며, 뒷가슴등판의 것은 짧고 작다. 날개는 짧다. 복부 측면은 밝은 녹색을 띄며 배면은 황색이다.앞날개끼리 비벼서 소리를 내고 산길에 나와 있는 모습이 보인다.

## 서식지
한국, 중국, 러시아 등지에 분포한다. 대한민국에서는 2006년 5월 충북 영동지방에서 대발생하기 시작하여 2007년 영동, 보은, 상주 지역에 확산하여 대규모로 출몰해 30여 농가 20여 ha 과원(복숭아, 자두, 포도 등)에 피해를 입혔으며 2013년부터는 경기도까지 북상하여 피해를 입히고 있어 주요 농업해충으로 분류하고 있다.

## 참조
1. ↑  국가농작물병해충관리시스템, 농촌진흥청
2. ↑  ‘갈색여치’ 전국 확산…방제 당국 비상 KBS 뉴스